# Owingsville
La ville d’Owingsville est le siège du comté de Bath, dans l'État du Kentucky, aux États-Unis. Elle comptait 1 488 habitants lors du recensement de 2000.

## Personnalité liée à la ville
Le général confédéré John Bell Hood est né à Owingsville en 1831.